# Proper Education
«Proper Education» — ремикс шведского DJ и музыкального продюсера Эрика Придза на песню британской рок-группы Pink Floyd «Another Brick in the Wall, Part II» с культового альбома The Wall. Авторство трека указано как «Eric Prydz vs. Floyd».
Композиция достигла 2 места в UK Singles Chart и 1 в чарте Billboard Hot Dance Airplay в 2007 году, что произошло впервые для ремикса. 8 декабря 2007 года песня получила номинацию на премию Грэмми в категории «Лучший ремикс» 2008 Grammy Awards.
В России сингл поднимался до 6-й позиции в чарте Европы Плюс и занял 38-ю строчку в годовом чарте.

## Музыкальное видео
Сюжет видео посвящён группе подростков, которые с помощью паркура и других трюков передвигаются от одного здания к другому. Потом они влезают внутрь помещений, где выключают неиспользуемые приборы и меняют обычные лампочки на энергосберегающие.
Видео заканчивается словами «Вам не нужно образование, чтобы спасти планету» («You don't need an education to save the planet»).

## Список композиций
CD сингл
1. «Proper Education» (radio edit) — 3:22
2. «Proper Education» (club mix) — 6:08

CD макси-сингл
1. «Proper Education» (radio edit) — 3:20
2. «Proper Education» (original version) — 6:08
3. «Proper Education» (Sébastien Léger remix) — 9:03
4. «Proper Education» (Sebastian Ingrosso remix) — 8:57
5. «Proper Education» (video)

Грампластинка (макси)
1. «Proper Education» (club mix) — 6:09
2. «Proper Education» (dub mix) — 8:38

## Чарты
| Чарт (2006/07)                | Наивысшее место |
| ----------------------------- | --------------- |
| Бельгия (Фландрия)            | 2               |
| Бельгия (Валлония)            | 12              |
| Испания                       | 4               |
| Швеция                        | 7               |
| Швейцария                     | 12              |
| UK Singles Chart              | 2               |
| Billboard Hot Dance Club Play | 29              |

### Итоговые годовые чарты
| Чарт (2007) | Место |
| ----------- | ----- |
| Германия    | 51    |
| Швеция      | 68    |